# Universitas Lampung
Universitas Lampung – indonezyjska uczelnia publiczna w mieście Bandar Lampung (prowincja Lampung). Została założona w 1965 roku.